# Tornatellinops ponapensis
Tornatellinops ponapensis é uma espécie de gastrópode  da família Achatinellidae.
É endémica da Micronésia.